# Hans Vriezeschans
De Hans Vriezeschans is buurtschap een voormalige schans en  die deel uitmaakte van de Linie van Oostburg.

## De Schans
Ze werd in 1604 aangelegd ter hoogte van de later ontstane buurtschap Oostburgsche Brug, nadat Prins Maurits het gebied op de Spanjaarden had veroverd. De schans lag in de Veerhoekpolder en ze moest de Oude Haven van Oostburg verdedigen en ook het Eiland van Cadzand dat aan de overkant van het destijds bevaarbare Coxysche Gat lag.In 1673, na de Franse inval, werd de schans opgeheven en vrijwel direct daarna gesloopt. In de weilanden is nog enig reliëf te zien. De weg van Oostburg naar Zuidzande is dwars over de voormalige schans heen gebouwd.In 2008 werden werkzaamheden uitgevoerd die ten doel hadden om de schans gedeeltelijk te reconstrueren.

## De Buurtschap
De buurtschap Hans Vrieseschans of Hans Frieze Schans, ligt nabij de eerdergenoemde schans. De buurtschap ligt iets zuidoostelijker dan de schans aan de Oude Haven ter hoogte van de Henricusdijk. Hans Vrieseschans bestaat uit een handjevol huizen waaronder een oud tolhuisje van Oostburg.